# Anh chị em họ

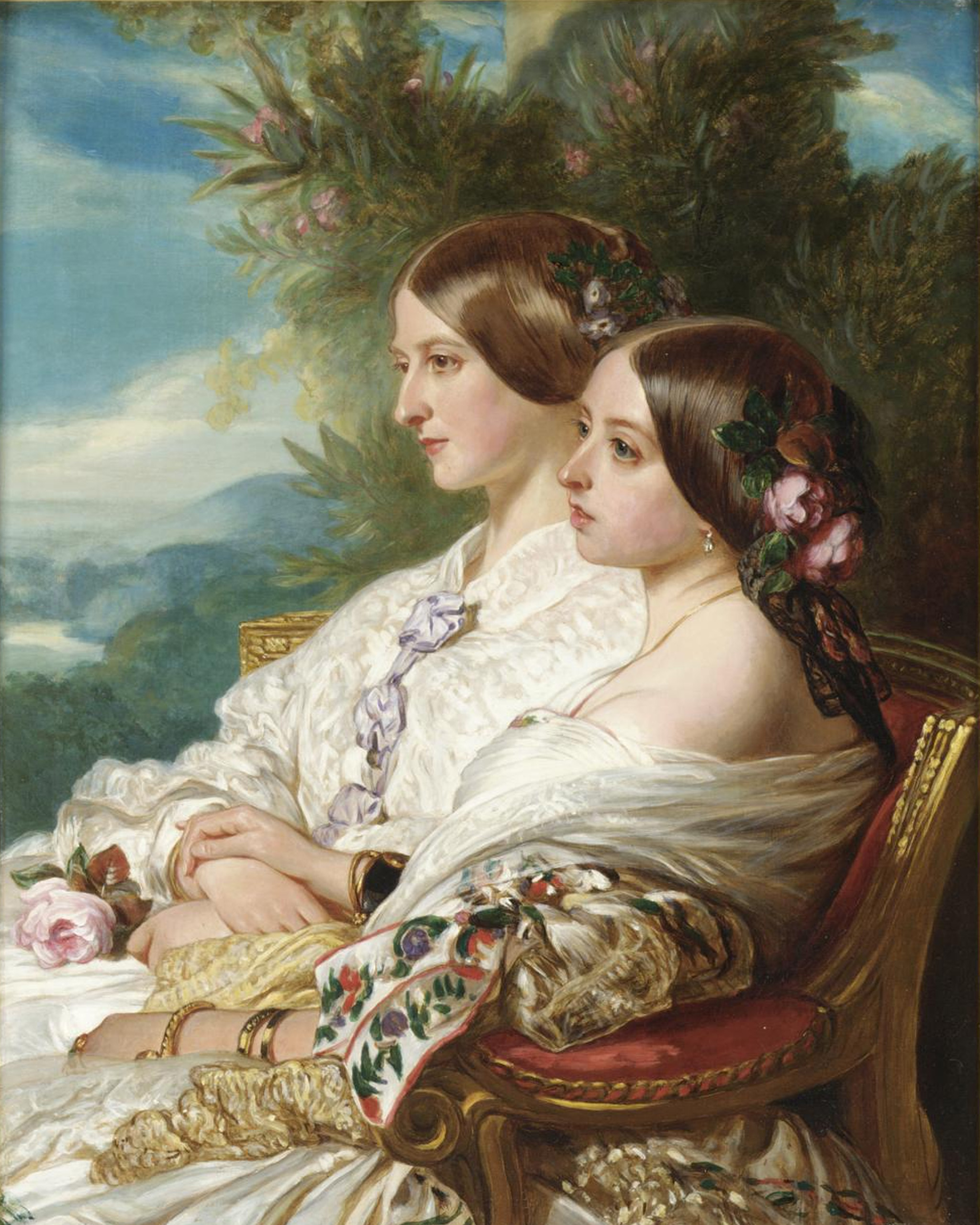
Công chúa Victoria và cô em họ

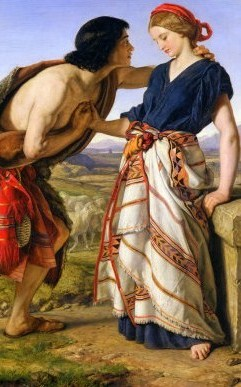
Jacob và Rachel trong kinh thánh là hai anh chị em họ nhưng đã lấy nhau

Anh chị em họ là một thuật ngữ chỉ quan hệ họ hàng và đề cập đến những người thân thích với người trong một gia tộc hoặc có tổ tiên chung. Nói một cách khác, anh chị em họ tức là người con của cô ruột, dì ruột, cậu ruột, chú ruột, bác ruột đối với đối tượng đang đề cập. Nếu người con trai sinh trước con người con gái thì gọi là anh em họ, người con gái sinh trước con trai được gọi là chị em họ. Con của chú bác gọi là anh chị em chú bác (anh chị em con chú con bác), con của bá dì gọi là anh chị em bá dì (anh chị em con bá con dì), con của cô cậu gọi là anh chị em cô cậu (anh chị em con cô con cậu).

## Đặc điểm
Anh chị em chú bác ruột, cô cậu ruột, dì ruột là mối quan hệ có thứ bậc thân thiết thấp hơn một bậc so với anh chị em ruột. Anh chị em họ nêu trên có mối quan hệ huyết thống trong phạm vi ba đời. Chính vì vậy theo tục lệ cổ xưa hay quy định của Luật hôn nhân gia đình ở hầu hết các nước đều nghiêm cấm anh chị em họ 3 đời lấy nhau.
Tuy vậy trên thực tế vẫn xảy ra nhiều trường hợp anh chị em họ yêu nhau và cưới nhau. Mặt khác tục lệ ở một số nước vẫn cho phép anh chị em họ lấy nhau như Trung Quốc (anh chị em họ có thể yêu nhau và kết hôn với nhau. Trong tác phẩm Thiên long bát bộ của nhà văn Kim Dung có miêu tả việc Vương Ngữ Yên yêu biểu ca của mình là Mộ Dung Phục). Hôn nhân giữa những người là anh chị em họ từ lâu vẫn là điều cấm kỵ và được coi là trái pháp luật tại 30 bang của Mỹ và một số nước châu Âu, nhưng lại không hoàn toàn bị cấm ở những nơi khác, nhất là Trung Đông, châu Á và châu Phi.
Một nghiên cứu cho thấy nguy cơ sinh con dị tật, chậm phát triển tinh thần hoặc bị bệnh di truyền nặng nề ở những cặp vợ chồng là anh chị em họ thế hệ một chỉ cao hơn 2-3% so với những cặp vợ chồng khác. Nếu xét về khía cạnh sinh học, con cái của những cặp vợ chồng cùng huyết thống có nhiều nguy cơ bị rối loạn di truyền hơn, vì các anh chị em họ thế hệ một (con chú con bác, con cô con cậu) có 12,5% gene giống nhau, và khả năng nhận được bản sao giống nhau của một gene bệnh mang tính lặn là khá cao (6,25%). Người mang một gene lặn không có biểu hiện bệnh nhưng những đứa con nhận được cả hai gene này từ cha mẹ sẽ bị bệnh.

## Luật Việt Nam
Theo Điều 8, Luật Hôn nhân gia đình Việt Nam năm 2000 thì những người có quan hệ trong phạm vi 3 đời là những người có cùng một nguồn gốc sinh ra: Cha mẹ là đời thứ nhất, anh chị em cùng cha mẹ, cùng cha khác mẹ hoặc cùng mẹ khác cha (anh chị em ruột) là đời thứ 2. Anh chị em con chú con bác, con cô con cậu, con dì là đời thứ 3. Điều 10 Luật Hôn nhân gia đình năm 2000 cũng quy định: Những trường hợp cấm kết hôn gồm giữa những người có cùng dòng máu về trực hệ, giữa những người có họ trong phạm vi ba đời.
Nghị Quyết 02/2000/NQ-HĐThành phố của Hội đồng thẩm phán Tòa án nhân dân tối cao hướng dẫn áp dụng một số quy định của Luật Hôn nhân gia đình năm 2000 tại Mục 1 điểm C.3 quy định: giữa những người có dòng máu về trực hệ là cha mẹ với con, giữa ông bà với cháu nội cháu ngoại. Giữa những người có họ trong phạm vi 3 đời là những người có cùng một gốc sinh ra: Cha mẹ là đời thứ nhất, anh em cùng cha cùng mẹ hoặc cùng cha khác mẹ hoặc cùng mẹ khác cha là đời thứ 2, anh chị em con chú con bác con cô con cậu con dì là đời thứ 3.

## Vai vế
Anh chị em họ người Việt căn cứ vai vế theo thứ tự lớn nhỏ của cha mẹ chứ không phải theo tuổi của mấy anh chị em họ. 
Về khía cạnh này người Việt khác hẳn người Hoa vốn cứ theo tuổi mà gọi; ai lớn là anh chị, nhỏ là em. 

### Con chú con bác
Anh chị em con chú con bác là anh chị em hoàn toàn chỉ liên quan phía nội (bố hay ngành trai) của cả hai bên. Nghĩa là quan hệ với con của anh trai hoặc con của em trai bố mình.
"Đinh" con ông Ất và bà Kim, đối với "Mậu" con ông Bính và bà Xuân là hai anh chị em họ, con chú con bác. Mậu gọi Đinh là "anh", xưng "em" vì Đinh là ngành ông Ất, anh ông Bính, bất kể tuổi thật của Đinh và Mậu.
|        |        |        |        |          |          |          |          | ông Giáp | ông Giáp | ông Giáp | ông Giáp | ông Giáp | ông Giáp |  |  | bà Tý    | bà Tý    | bà Tý    | bà Tý    | bà Tý    | bà Tý    |         |         |         |         |         |         |         |         |
|        |        |        |        |          |          |          |          | ông Giáp | ông Giáp | ông Giáp | ông Giáp | ông Giáp | ông Giáp |  |  | bà Tý    | bà Tý    | bà Tý    | bà Tý    | bà Tý    | bà Tý    |         |         |         |         |         |         |         |         |
|        |        |        |        |          |          |          |          |          |          |          |          |          |          |  |  |          |          |          |          |          |          |         |         |         |         |         |         |         |         |
|        |        |        |        |          |          |          |          |          |          |          |          |          |          |  |  |          |          |          |          |          |          |         |         |         |         |         |         |         |         |
| bà Kim | bà Kim | bà Kim | bà Kim | bà Kim   | bà Kim   |          |          | ông Ất   | ông Ất   | ông Ất   | ông Ất   | ông Ất   | ông Ất   |  |  | ông Bính | ông Bính | ông Bính | ông Bính | ông Bính | ông Bính |         |         | bà Xuân | bà Xuân | bà Xuân | bà Xuân | bà Xuân | bà Xuân |
| bà Kim | bà Kim | bà Kim | bà Kim | bà Kim   | bà Kim   |          |          | ông Ất   | ông Ất   | ông Ất   | ông Ất   | ông Ất   | ông Ất   |  |  | ông Bính | ông Bính | ông Bính | ông Bính | ông Bính | ông Bính |         |         | bà Xuân | bà Xuân | bà Xuân | bà Xuân | bà Xuân | bà Xuân |
|        |        |        |        |          |          |          |          |          |          |          |          |          |          |  |  |          |          |          |          |          |          |         |         |         |         |         |         |         |         |
|        |        |        |        | ông Đinh | ông Đinh | ông Đinh | ông Đinh | ông Đinh | ông Đinh |          |          |          |          |  |  |          |          |          |          | ông Mậu  | ông Mậu  | ông Mậu | ông Mậu | ông Mậu | ông Mậu |         |         |         |         |

### Con cô con cậu
Anh chị em con cô con cậu là anh chị em liên quan từ cả hai phía nội và ngoại của hai bên. Là con của chị gái hoặc em gái bố; hoặc con anh trai hoặc em trai của mẹ. Hàng con cô con cậu thường rộng hơn con chú con bác hoặc con gì con già.
"Mộc" con ông Kim và bà Sửu, đối với "Bính" con ông Ất và bà Xuân là hai anh em họ, con cô con cậu. Bính gọi Mộc là "anh", xưng "em" vì Mộc là ngành bà Sửu, chị ông Ất, bất kể tuổi thật của Bính và Mộc.
|         |         |         |         |         |         |         |         | ông Giáp | ông Giáp | ông Giáp | ông Giáp | ông Giáp | ông Giáp |  |  | bà Tý  | bà Tý  | bà Tý  | bà Tý  | bà Tý    | bà Tý    |          |          |          |          |         |         |         |         |
|         |         |         |         |         |         |         |         | ông Giáp | ông Giáp | ông Giáp | ông Giáp | ông Giáp | ông Giáp |  |  | bà Tý  | bà Tý  | bà Tý  | bà Tý  | bà Tý    | bà Tý    |          |          |          |          |         |         |         |         |
|         |         |         |         |         |         |         |         |          |          |          |          |          |          |  |  |        |        |        |        |          |          |          |          |          |          |         |         |         |         |
|         |         |         |         |         |         |         |         |          |          |          |          |          |          |  |  |        |        |        |        |          |          |          |          |          |          |         |         |         |         |
| ông Kim | ông Kim | ông Kim | ông Kim | ông Kim | ông Kim |         |         | bà Sửu   | bà Sửu   | bà Sửu   | bà Sửu   | bà Sửu   | bà Sửu   |  |  | ông Ất | ông Ất | ông Ất | ông Ất | ông Ất   | ông Ất   |          |          | bà Xuân  | bà Xuân  | bà Xuân | bà Xuân | bà Xuân | bà Xuân |
| ông Kim | ông Kim | ông Kim | ông Kim | ông Kim | ông Kim |         |         | bà Sửu   | bà Sửu   | bà Sửu   | bà Sửu   | bà Sửu   | bà Sửu   |  |  | ông Ất | ông Ất | ông Ất | ông Ất | ông Ất   | ông Ất   |          |          | bà Xuân  | bà Xuân  | bà Xuân | bà Xuân | bà Xuân | bà Xuân |
|         |         |         |         |         |         |         |         |          |          |          |          |          |          |  |  |        |        |        |        |          |          |          |          |          |          |         |         |         |         |
|         |         |         |         | ông Mộc | ông Mộc | ông Mộc | ông Mộc | ông Mộc  | ông Mộc  |          |          |          |          |  |  |        |        |        |        | ông Bính | ông Bính | ông Bính | ông Bính | ông Bính | ông Bính |         |         |         |         |

### Con dì con già
Anh chị em con gì con già là quan hệ với con của chị gái hoặc em gái của mẹ. Quan hệ này quan niệm là họ ngoại (ngành gái) của cả hai bên.
"Mộc" con ông Kim và bà Sửu, đối với "Hạ" con bà Dần và ông Xuân là hai anh em họ, đôi con dì, hay còn gọi là con dì con già. Hạ gọi Mộc là "anh", xưng "em" vì Mộc là ngành bà Sửu, chị bà Dần, bất kể tuổi thật của Mộc và Hạ.
|         |         |         |         |         |         |         |         | ông Giáp | ông Giáp | ông Giáp | ông Giáp | ông Giáp | ông Giáp |  |  | bà Tý  | bà Tý  | bà Tý  | bà Tý  | bà Tý  | bà Tý  |        |        |          |          |          |          |          |          |
|         |         |         |         |         |         |         |         | ông Giáp | ông Giáp | ông Giáp | ông Giáp | ông Giáp | ông Giáp |  |  | bà Tý  | bà Tý  | bà Tý  | bà Tý  | bà Tý  | bà Tý  |        |        |          |          |          |          |          |          |
|         |         |         |         |         |         |         |         |          |          |          |          |          |          |  |  |        |        |        |        |        |        |        |        |          |          |          |          |          |          |
|         |         |         |         |         |         |         |         |          |          |          |          |          |          |  |  |        |        |        |        |        |        |        |        |          |          |          |          |          |          |
| ông Kim | ông Kim | ông Kim | ông Kim | ông Kim | ông Kim |         |         | bà Sửu   | bà Sửu   | bà Sửu   | bà Sửu   | bà Sửu   | bà Sửu   |  |  | bà Dần | bà Dần | bà Dần | bà Dần | bà Dần | bà Dần |        |        | ông Xuân | ông Xuân | ông Xuân | ông Xuân | ông Xuân | ông Xuân |
| ông Kim | ông Kim | ông Kim | ông Kim | ông Kim | ông Kim |         |         | bà Sửu   | bà Sửu   | bà Sửu   | bà Sửu   | bà Sửu   | bà Sửu   |  |  | bà Dần | bà Dần | bà Dần | bà Dần | bà Dần | bà Dần |        |        | ông Xuân | ông Xuân | ông Xuân | ông Xuân | ông Xuân | ông Xuân |
|         |         |         |         |         |         |         |         |          |          |          |          |          |          |  |  |        |        |        |        |        |        |        |        |          |          |          |          |          |          |
|         |         |         |         | ông Mộc | ông Mộc | ông Mộc | ông Mộc | ông Mộc  | ông Mộc  |          |          |          |          |  |  |        |        |        |        | ông Hạ | ông Hạ | ông Hạ | ông Hạ | ông Hạ   | ông Hạ   |          |          |          |          |

### Cháu chú cháu bác, cháu cô cháu cậu, đôi cháu dì
Cháu chú cháu bác nghĩa là cháu nội (hoặc ngoại) của anh ruột hoặc em ruột của ông nội (hoặc ngoại) của mình. Anh chị em con chú con bác thì cùng họ nhưng cháu chú cháu bác có thể không cùng họ.
Cháu cô cháu cậu là cháu nội (hoặc ngoại) của chị ruột hoặc em gái ruột của của ông nội hay ông ngoại; cháu nội (hoặc ngoại) của anh trai hoặc em trai bà nội hay bà ngoại. Hàng cháu cô cháu cậu thường rộng hơn cháu chú cháu bác hay cháu gì cháu già.
Cháu gì cháu già là cháu nội (hoặc ngoại) của chị ruột hoặc em gái ruột của bà nội hay bà ngoại. Theo quan niệm thì hàng con hoặc cháu gì cháu già xa hơn con hoặc cháu chú cháu bác và con hoặc cháu cô cháu cậu. Có câu: "cháu gì cháu già, xuề xòa lấy nhau" quan niệm cháu gì cháu già liên quan đến ngành gái từ cả hai bên.

Ngoài hàng con của thế hệ anh em nhau, hàng cháu cũng gọi nhau là anh em họ. Như trường hợp trong biểu đồ sau đây. Ông Tây và bà Thìn là đôi cháu cô (bà Sửu) cháu cậu (ông Ất). Bà Thìn gọi ông Tây là anh, bất kể tuổi tác của hai người, vì ông Ất là anh bà Sửu.
|          |          |          |          |          |          |         |         |         |         |        |        | ông Giáp | ông Giáp | ông Giáp | ông Giáp | ông Giáp | ông Giáp |  |  | bà Tý  | bà Tý  | bà Tý  | bà Tý  | bà Tý  | bà Tý  |        |        |         |         |         |         |            |            |            |            |            |            |
|          |          |          |          |          |          |         |         |         |         |        |        | ông Giáp | ông Giáp | ông Giáp | ông Giáp | ông Giáp | ông Giáp |  |  | bà Tý  | bà Tý  | bà Tý  | bà Tý  | bà Tý  | bà Tý  |        |        |         |         |         |         |            |            |            |            |            |            |
|          |          |          |          |          |          |         |         |         |         |        |        |          |          |          |          |          |          |  |  |        |        |        |        |        |        |        |        |         |         |         |         |            |            |            |            |            |            |
|          |          |          |          |          |          |         |         |         |         |        |        |          |          |          |          |          |          |  |  |        |        |        |        |        |        |        |        |         |         |         |         |            |            |            |            |            |            |
|          |          |          |          | bà Xuân  | bà Xuân  | bà Xuân | bà Xuân | bà Xuân | bà Xuân |        |        | ông Ất   | ông Ất   | ông Ất   | ông Ất   | ông Ất   | ông Ất   |  |  | bà Sửu | bà Sửu | bà Sửu | bà Sửu | bà Sửu | bà Sửu |        |        | ông Kim | ông Kim | ông Kim | ông Kim | ông Kim    | ông Kim    |            |            |            |            |
|          |          |          |          | bà Xuân  | bà Xuân  | bà Xuân | bà Xuân | bà Xuân | bà Xuân |        |        | ông Ất   | ông Ất   | ông Ất   | ông Ất   | ông Ất   | ông Ất   |  |  | bà Sửu | bà Sửu | bà Sửu | bà Sửu | bà Sửu | bà Sửu |        |        | ông Kim | ông Kim | ông Kim | ông Kim | ông Kim    | ông Kim    |            |            |            |            |
|          |          |          |          |          |          |         |         |         |         |        |        |          |          |          |          |          |          |  |  |        |        |        |        |        |        |        |        |         |         |         |         |            |            |            |            |            |            |
| ông Đông | ông Đông | ông Đông | ông Đông | ông Đông | ông Đông |         |         | bà Dần  | bà Dần  | bà Dần | bà Dần | bà Dần   | bà Dần   |          |          |          |          |  |  |        |        |        |        | bà Mão | bà Mão | bà Mão | bà Mão | bà Mão  | bà Mão  |         |         | ông Thượng | ông Thượng | ông Thượng | ông Thượng | ông Thượng | ông Thượng |
| ông Đông | ông Đông | ông Đông | ông Đông | ông Đông | ông Đông |         |         | bà Dần  | bà Dần  | bà Dần | bà Dần | bà Dần   | bà Dần   |          |          |          |          |  |  |        |        |        |        | bà Mão | bà Mão | bà Mão | bà Mão | bà Mão  | bà Mão  |         |         | ông Thượng | ông Thượng | ông Thượng | ông Thượng | ông Thượng | ông Thượng |
|          |          |          |          |          |          |         |         |         |         |        |        |          |          |          |          |          |          |  |  |        |        |        |        |        |        |        |        |         |         |         |         |            |            |            |            |            |            |
|          |          |          |          | ông Tây  | ông Tây  | ông Tây | ông Tây | ông Tây | ông Tây |        |        |          |          |          |          |          |          |  |  |        |        |        |        |        |        |        |        | bà Thìn | bà Thìn | bà Thìn | bà Thìn | bà Thìn    | bà Thìn    |            |            |            |            |

Xã hội cổ truyền người Việt không hạn chế hôn nhân ở thế hệ cháu cô cháu cậu hoặc đôi cháu dì, nhất là khi một nhánh đã thành họ ngoại nên có câu dân gian:
Cháu bá, cháu dì, tù tì lấy nhau
hay
Cháu dì cháu già, xuề xòa lấy nhau
hoặc
Cháu cậu mà lấy cháu cô
Thóc giống đầy bồ, lúa má nhà ta.
Tuy nhiên có nơi nếu là họ nội cháu chú cháu bác thì luật luân thường vẫn cho là trái phép nên ngăn cấm không được lấy nhau.